# 喜劇 百点満点
『喜劇 百点満点』（きげき・ひゃくてんまんてん）は、1976年10月2日に公開された日本映画。製作は東宝映画。配給は東宝。カラー。上映時間は93分。

## 概要
森繁久彌芸能生活40周年記念作品。社長シリーズや駅前シリーズ、文芸作など、これまでの森繁の出演作品を同窓会的に勢揃いさせ、予備校を舞台に笑いと涙の人間模様が展開する。

## スタッフ
- 製作：椎野英之、和久哲也
- 監督：松林宗惠
- 原作：高橋玄洋
- 脚本：高橋玄洋、松林宗惠
- 撮影：松井博
- 美術：本多好文
- 録音：坂井長七郎
- 照明：石井長四郎
- 編集：池田美千子
- 助監督：山下賢章
- 製作担当者：徳増俊郎
- 音楽：神津善行

## 出演
- 北上大三：森繁久彌
- 北上信子：浜木綿子
- 北上洋平：黒沢年男
- 北上宏子：榊原るみ
- 磯貝あき：淡島千景
- 磯貝末春：フランキー堺
- 美川講師：西村晃
- 大杉老人：小鹿番
- 須川久夫：石見栄
- 浅田峰子：永野裕紀子
- 松原：荒木将久
- 石岡：藤村有弘
- 戸成：牟田悌三
- 太田：谷村昌彦
- 原口康太郎：草刈正雄
- 原口康衛門：伴淳三郎
- 原口さと：春川ますみ
- 西原啓作：三木のり平
- 西原静子：坂口良子
- 早川良夫：堀内正美
- 青木律子：池上季実子
- 末永：朝倉隆
- 吉川：若井俊治
- 赤石：今村広則
- 津田：伊藤敏孝
- 倉田：岡本信人
- 林：小林のり一
- 河口時子：研ナオコ
- 福島幸三：藤岡琢也
- 福島秋子：和田アキ子
- 鈴木一：小島三児
- 東田かおり：瞳順子
- 染子：赤木美絵
- 学生：堺正章
- 本屋主人：高橋玄洋
- 女房：赤木春恵
- 警察官：三上真一郎
- 看護婦：山岡久乃
- 病院の医者：竹脇無我
- 料亭の仲居：前沢保美
- 岡山：左とん平
- 熊平巡査：松山英太郎
- 佐木和子：栗原小巻
- 絹代：新珠三千代
- 杖の老人：有島一郎
- 野口暢雄：小林桂樹

## 同時上映
『大空のサムライ』
- 原作：坂井三郎／脚本：須崎勝彌／特技監督：川北紘一／監督：丸山誠治／主演：藤岡弘